# Saint-Quentin-le-Verger
Saint-Quentin-le-Verger – miejscowość i gmina we Francji, w regionie Grand Est, w departamencie Marna.
Według danych na rok 1990 gminę zamieszkiwało 114 osób, a gęstość zaludnienia wynosiła 11 osób/km².